# Lijst van rivieren in Texas
Dit is een lijst van rivieren in Texas.
- Angelina River
- Aransas River
- Blanco River
- Bosque River
- Brady River
- Brazos
- Buffalo Bayou
- Canadian River
- Colorado
- Comal River
- Concho River
- Denton River
- Devils River
- Frio River
- Guadalupe River
- Hondo River
- Lampasas River
- Lavaca River
- Leon River
- Little River
- Llano River
- Medina River
- Navasota River
- Neches River
- Nueces River
- Paluxy River
- Pease River
- Pecos
- Pedernales River
- Red River
- Rio Grande
- Sabinal River
- Sabine River
- Salado River
- San Antonio
- San Bernard River
- San Gabriel River
- San Jacinto River
- San Marcos River
- San Saba River
- South San Gabriel River
- Sulphur River
- Trinity River
- Wichita River

Alabama · Alaska · Arizona · Arkansas ·  Californië · Colorado · Connecticut · Delaware · Florida · Georgia · Hawaï · Idaho ·  Illinois · Indiana · Iowa · Kansas · Kentucky · Louisiana · Maine · Maryland · Massachusetts · Michigan · Minnesota · Mississippi · Missouri · Montana · Nebraska · Nevada · New Hampshire · New Jersey · New Mexico · New York ·  North Carolina · North Dakota · Ohio · Oklahoma · Oregon · Pennsylvania · Rhode Island · South Carolina · South Dakota · Tennessee · Texas · Utah · Vermont · Virginia · Washington (staat) · Washington D.C. · West Virginia · Wisconsin · Wyoming